# LG데이콤
LG데이콤(구 데이콤, Dacom)은 정부의 대한민국의 기간통신 사업자였으며, 2010년 LG텔레콤, LG파워콤과 함께 통합LG텔레콤으로 합병되었다. 그로부터 6개월 뒤에 사명을 통합LG텔레콤에서 LG유플러스로 변경되었다.

## 역사
1981년 체신부가 수립한 ‘데이터통신 육성추진계획’에 의해 1982년 3월 29일 한국데이터통신이 설립되었다. 그해 4월 대한민국 최초로 부가가치 통신사업자가 되었다. 삼성그룹과 LG그룹이 합작하여 두회사의 지분을 균등하게 유지하였기에 대기업집단과 무관하게 경영권을 유지하던 통신 전문업체였다.
1990년 9월 PC통신 천리안(舊 PC-Serve) 서비스를 개시하였으며, 1991년 11월 법인명을 (주)데이콤으로 변경, 같은 해 12월에는 미국, 홍콩, 일본으로의 국제 전화 사업을 시작하였고, 1996년 1월 시외 전화 사업권을 획득하였다.
2000년 1월에는 LG그룹이 소유 지분을 늘리며 회사의 경영권을 소유하게 되면서 완전 민영화 된다. 2002년 12월 16일 LG파워콤 지분 45.5%를 취득하여 자회사로 편입하였고, 2006년 9월 22일 법인명을 (주)LG데이콤으로 변경하여 LG그룹의 계열사가 된다. 기업용 인터넷 서비스 보라넷, 인터넷 스토리지 서비스 웹하드, 인터넷 데이터센터 KIDC를 운영하였으며, 가정용 결합상품의 일환으로 LG파워콤과 초고속인터넷서비스 XPEED, 인터넷 전화 myLG070, IPTV myLGtv를 운영하였다. 2010년 1월 1일에 LG파워콤과 함께 LG텔레콤으로 합병되면서, 기존의 서비스는 새로운 통합법인으로 흡수되었다. 그 이후 2010년 7월 1일 사명을 LG유플러스로 변경하였다.

## myLG070
myLG070은 2007년 6월 20일에 시작한 초고속 인터넷을 이용하는 LG데이콤의 인터넷전화 서비스이며, 전화통화부터 문자메시지까지 이용할 수 있는 서비스다.
2010년 1월 1일 LG텔레콤, LG파워콤과 합병하여 통합LG텔레콤의 인터넷전화 서비스로서 제공중이며 2010년 7월 1일 사명변경(통합LG텔레콤 → LG U+)에 따라 myLG070이라는 서비스명도 U+ 070으로 변경되었다.

### 특징
070-XXXX-XXXX의 형태의 전화번호가 부여되는데, 이사를 해도 바뀌지 않는다. 기존 전화번호도 번호이동을 통해 이용할 수 있다. 단, 기존번호를 유지할 때에는 부가요금이 계속 부과된다.

### 요금제
- 시내(3분)/시외(3분)
  - 시내/외 상관없이 39원
- 이동통화
  - 7.25원/10초 (이동전화요금할인제)
- 국제전화
  - 50원/분 (myLG070에서 002를 눌러 유선전화와 통화를 한 경우에 적용)
- myLG070간
  - 무료

### SSID
myLG070가 기본적으로 제공하는 무선 액세스 포인트는 두 개의 Wi-Fi SSID를 제공한다. 하나는 데이터 통신을 위해서 제공하고 하나는 전화통화를 위해서 제공을 하는데, 전화통화를 위해서 제공하는 SSID myLG070은 공통이어서 myLG070이 제공하는 다른 AP(액세스 포인트)에서도 동작한다.

## 참고 자료
1. ↑  한국전기통신공사 등 설립 보관됨 2017-07-28 - 웨이백 머신 — 정보통신역사관, 정보통신산업진흥원.